# Liberty Motor Car Company

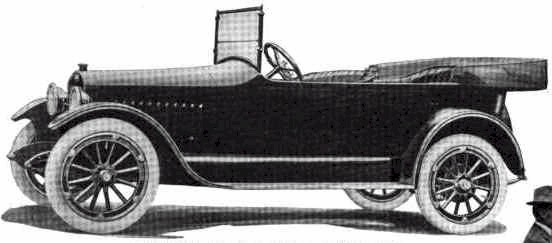
Tourenwagen von 1916

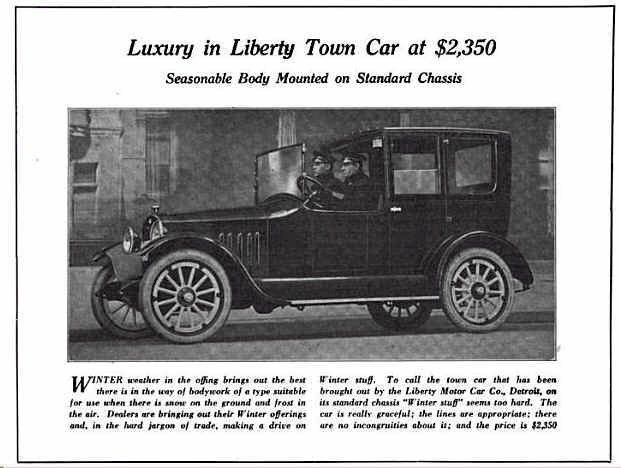
Anzeige von 1917 für ein Town Car

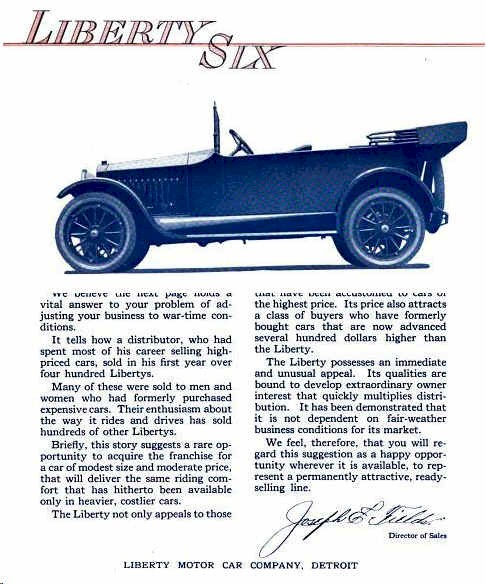
Anzeige von 1918

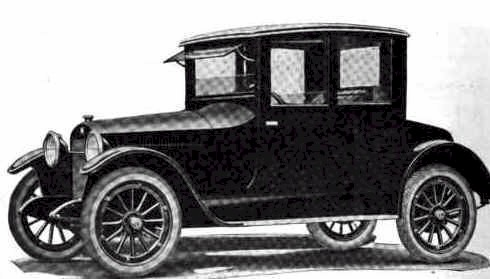
Coupé von 1919

Liberty Motor Car Company war ein US-amerikanischer Hersteller von Automobilen.

## Unternehmensgeschichte
Das Unternehmen wurde im Februar 1916 in Detroit in Michigan gegründet. Percy Owen als Präsident, R. E. Cole als Ingenieur und H. M. Wirth als Verkaufsmanager waren vorher bei der Saxon Motor Car Corporation tätig. Vizepräsident wurde James F. Bourquin, der vorher bei Paige-Detroit Motor Car Company und Chalmers Motor Car Company tätig war. Im Sommer 1916 begann die Produktion von Automobilen. Der Markenname lautete Liberty. Anfangs wurde im ehemaligen Werk der R-C-H Company in Detroit gefertigt. Mit dem Verkaufserfolg wurde der Umzug in ein neueres und größeres Werk nötig. Damit beginnen die finanziellen Probleme. Im Januar 1923 begann die Insolvenz. Pläne zur Reorganisation scheiterten. Im September 1923 übernahm die Columbia Motors Company alles. Einige Fahrzeuge wurden 1924 noch in Handarbeit montiert.
Es gab keine Verbindung zur Liberty Motor Company, die 1914 den gleichen Markennamen benutzte.

## Fahrzeuge
Alle Fahrzeuge hatten einen Sechszylindermotor. Zunächst lieferte die Continental Motors Company die Motoren mit 3730 cm³ Hubraum. Ab 1921 kam ein eigener Motor mit 3770 cm³ Hubraum zum Einsatz.
1916 gab es das Model 10-A. Der Motor war mit 23 PS angegeben. Das Fahrgestell hatte 292 cm Radstand. Zur Wahl standen Tourenwagen mit fünf Sitzen, Roadster mit vier Sitzen, Town Car mit fünf Sitzen und Touren-Limousine mit fünf Sitzen.
1917 wurde daraus das Model 10-B. Nun waren 25 PS angegeben. Der Radstand war auf 312 cm verlängert worden. Der Town Car entfiel. Dafür kamen Coupé mit vier Sitzen, ein Roadster-Coupé und ein Brougham dazu.
1918 wurde der Radstand wieder auf 292 cm gekürzt. Bekannt sind fünfsitzige Tourenwagen, zwei- und viersitzige Roadster, fünfsitzige Limousine, Town Car und Landaulet.
1919 gab es erneut nur Änderungen bei den Karosserien. Tourenwagen mit fünf Sitzen, Roadster mit zwei Sitzen, Sport Tourenwagen mit vier Sitzen, Touren-Limousine, Brougham und Coupé standen zur Wahl.
1920 war das letzte Jahr für dieses Modell. Überliefert sind Tourenwagen mit fünf Sitzen, Sport mit vier Sitzen, Roadster mit zwei Sitzen, Coupé mit vier Sitzen, Limousine mit fünf Sitzen, Town Car mit sechs Sitzen und Landaulet mit sechs Sitzen.
1921 folgte das Model 10-C. Der Motor leistete 56 PS. Der Radstand betrug 297 cm. Gelistet waren fünfsitzige Tourenwagen, zweisitzige Roadster, viersitzige Speedster, viersitzige Coupés und fünfsitzige Limousinen.
1922 kamen ein viersitziger Sport, ein Spezial-Tourenwagen mit fünf Sitzen und ein Spezial-Sport mit vier Sitzen dazu, während der Speedster entfiel.
1923 kam das Model 10-D auf den Markt. Motor und Radstand blieben unverändert. Es gab einen Standard-Tourenwagen, ein Commander Coupé sowie mit dem Zusatz Cavalier einen Roadster, einen Viersitzer, einen fünfsitzigen Tourenwagen, ein Coupé und eine Limousine.

## Modellübersicht
| Jahr | Modell     | Zylinder | Leistung (PS) | Radstand (cm) | Aufbau |
| ---- | ---------- | -------- | ------------- | ------------- | --- |
| 1916 | Model 10-A | 6        | 23            | 292           | Tourenwagen 5-sitzig, Roadster 4-sitzig, Town Car 5-sitzig, Touren-Limousine 5-sitzig                                                             |
| 1917 | Model 10-B | 6        | 25            | 312           | Roadster 4-sitzig, Tourenwagen 5-sitzig, Coupé 4-sitzig, Touren-Limousine 5-sitzig, Roadster-Coupé, Brougham                                      |
| 1918 | Model 10-B | 6        | 25            | 292           | Tourenwagen 5-sitzig, Roadster 2-sitzig und 4-sitzig, Limousine 5-sitzig, Town Car, Landaulet                                                     |
| 1919 | Model 10-B | 6        | 25            | 292           | Tourenwagen 5-sitzig, Roadster 2-sitzig, Sport Tourenwagen 4-sitzig, Touren-Limousine, Brougham, Coupé                                            |
| 1920 | Model 10-B | 6        | 25            | 292           | Tourenwagen 5-sitzig, Sport 4-sitzig, Roadster 2-sitzig, Coupé 4-sitzig, Limousine 5-sitzig, Town Car 6-sitzig, Landaulet 6-sitzig                |
| 1921 | Model 10-C | 6        | 56            | 297           | Tourenwagen 5-sitzig, Roadster 2-sitzig, Speedster 4-sitzig, Coupé 4-sitzig, Limousine 5-sitzig                                                   |
| 1922 | Model 10-C | 6        | 56            | 297           | Tourenwagen 5-sitzig, Sport 4-sitzig, Spezial-Tourenwagen 5-sitzig, Spezial-Sport 4-sitzig, Roadster 2-sitzig, Coupé 4-sitzig, Limousine 5-sitzig |
| 1923 | Model 10-D | 6        | 56            | 297           | Standard-Tourenwagen, Cavalier Roadster, Cavalier 4-sitzig, Cavalier Tourenwagen 5-sitzig, Commander Coupé, Cavalier Coupé, Cavalier Limousine    |

## Produktionszahlen
| Jahr  | Produktionszahl |
| ----- | --------------- |
| 1916  | 733             |
| 1917  | 3.627           |
| 1918  | 4.217           |
| 1919  | 6.123           |
| 1920  | 9.224           |
| 1921  | 11.217          |
| 1922  | 1.654           |
| 1923  | 167             |
| Summe | 36.962          |